# Gra kończąca
Gra kończąca inaczej kontrakt kończący, końcówka lub gra dogrywająca, kontrakt dogrywający, dograna (ang. game contract) – kontrakt umożliwiający zdobycie takiej ilości punktów zapisowych za wylicytowane i wygrane lewy, jaka pozwoli „zakończyć” („dograć”) partię (ang. game) lub robra (drugą partię).
W brydżu robrowym, gdzie punkty na partię można zdobywać w kilku rozdaniach, będzie to dowolny kontrakt kończący partię.
W brydżu porównawczym, gdzie każde rozdanie rozliczne jest oddzielnie, będzie to kontrakt pozwalający uzyskać punkty na partię w jednym rozdaniu.
We współczesnym brydżu kontraktowym, aby wygrać partie potrzebne jest 100 punktów za wylicytowane i wygrane lewy.
Taki zapis w jednym rozdaniu można uzyskać grając bez kontry co najmniej: 3 bez atu (3BA), 4 kier (4♥️), 4 pik (4♠️), 5 trefl (5♣️) lub 5 karo (5♦️).
Wyrażenia gra kończąca, końcówka, czy dograna, w potocznym znaczeniu, oznaczają właśnie wymienione wyżej kontrakty lub używane są jako synonimy słowa partia (ang. game).
Za wygranie dogranej przyznawane są dodatkowo wysokie premie punktowe.
Zatem, w brydżu porównawczym wylicytowanie (dającej się wygrać) gry kończącej jest jednym z podstawowych celów licytacji w każdym rozdaniu.